# Cenote sagrado de Chichén Itzá
El Cenote Sagrado es un cenote del tipo abierto (a cielo abierto) ubicado en Yucatán, México, que se muestra como una depresión circular rellena de agua, de 60 m de diámetro, con paredes verticales que miden 15 m del nivel del acceso a la superficie de agua. Se encuentra al norte de la pirámide de Kukulcán y está conectado con ella mediante una calzada de unos 300 m de longitud. Como en el caso general de los cenotes, al nivel del manto freático está conectado con otros flujos laminares subterráneos que finalmente van a dar al océano. Dícese que los Itzáes, fundadores de Chichén Itzá, y más tarde los Xiues que dominaron la región hacia el período posclásico de la cultura maya, lo utilizaban para hacer sacrificios animales y humanos, como tributo a sus dioses. También arrojaban cerámica y joyas al fondo, en ofrendas y rituales religiosos.

## Los cenotes
Un cenote (del maya ts'ono'ot: caverna con agua) es una dolina o torca inundada de origen kárstico que se encuentra en algunas cavernas como consecuencia de haberse derrumbado el techo de una o varias cuevas. Ahí, como se menciona arriba, se juntan las aguas subterráneas, formándose estanques más o menos profundos. Existen varios tipos de cenotes: a cielo abierto, semiabiertos y subterráneos o en gruta. Esta clasificación está directamente relacionada con la edad del cenote, siendo los cenotes maduros, como en el caso del "Cenote Sagrado", aquellos que se encuentran completamente abiertos y los más jóvenes los que todavía conservan su cúpula o bóveda intacta, aun no afectada por la erosión que va paulatinamente deteriorando la capa calcárea que la forma.

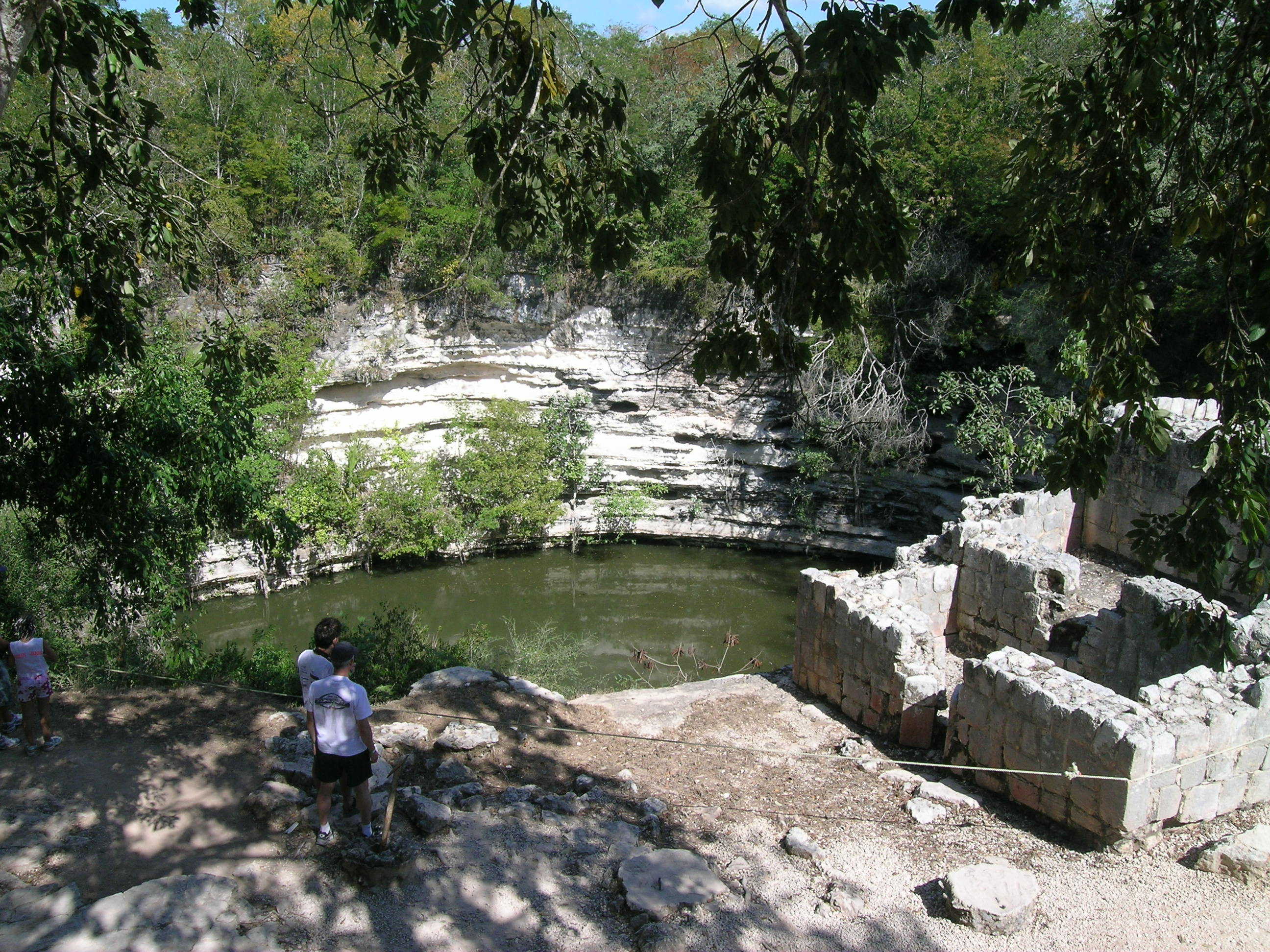
Cenote Xtoloc en Chichén Itzá.

## Cenotes en Chichén
En el caso de Chichén Itzá, dos cenotes importantes se encuentran en el sitio (es posible que haya más, no detectados), que son de importancia. El denominado Xtoloc (en lengua maya, el iguano) y el conocido por el cenote sagrado. El primero era para abastecer de agua a la población y el segundo utilizado solo para fines rituales en el nombre de Chaac, dios de la lluvia para los mayas.

## Exploración y dragado del cenote sagrado
En el cenote sagrado que nos ocupa, de 13 m de profundidad y cuyo fondo tiene una gran cantidad de fango, se encuentra del lado sur un pretil que afirman las tradiciones fue utilizado para lanzar a las doncellas ricamente ataviadas y enjoyadas. Esto, en el siglo XIX, despertó la codicia de Edward Herbert Thompson quien se hizo nombrar cónsul de los Estados Unidos en Mérida, compró la hacienda Chichén Itzá en 1893 e instaló una draga en 1904 en la orilla del cenote. De esta forma, extrajo Thompson del cenote gran cantidad de objetos como esqueletos humanos y  de animales, así como joyas y piezas arqueológicas elaboradas en jade y onix, que trasladó ilegalmente a su país para vender, realizando esta tarea durante 30 años, hasta que fue denunciado y la hacienda expropiada. La mayor parte de las piezas así obtenidas fueron adquiridas por el Museo Peabody, de los Estados Unidos que finalmente, después de la intervención del gobierno mexicano, aceptó devolver a México la mitad del lote en 1970 y otras cuantas más recientemente, en 2008.
Dos dragados adicionales se han hecho desde entonces, el primero de los cuales por la Sociedad Mexicana de Geografía e Historia, con magros resultados y el segundo, mucho más completo y fructífero, por varias dependencias del gobierno mexicano, encabezadas por el Instituto Nacional de Antropología e Historia. Lo obtenido por estas incursiones en el cenote sagrado se encuentra principalmente en el Museo de Antropología e Historia de la Ciudad de México.